# Ionuț Radu
Andrei Ionuț Radu (* 28. Mai 1997 in Bukarest), bekannt als Andrei Radu oder Ionuț Radu, ist ein rumänischer Fußballtorhüter, der als Leihspieler von Inter Mailand beim AFC Bournemouth unter Vertrag steht.

## Karriere

### Verein
Radu begann im Alter von 8 Jahren bei Viitorul Bukarest Fußball zu spielen. Er wechselte 2008 für 12.000 Euro zu Steaua Bukarest und wechselte drei Jahre später zum Stadtrivalen Dinamo Bukarest. Anfang 2013 ging er nach Italien, wo er zuerst für US Pergolettese 1932 spielte, bevor er Mitte 2013 von Inter Mailand unter Vertrag genommen und dort in der Nachwuchsmannschaft spielte. Er gab sein Debüt für das Profiteam am 14. Mai 2016 bei einer 1:3-Auswärtsniederlage in der Serie A gegen US Sassuolo Calcio. Er wurde in der 72. Spielminute für Juan Pablo Carrizo eingewechselt.
Am 15. Juli 2016 wurde er für eine Spielzeit an den Zweitligisten Calcio Avellino SSD ausgeliehen. Am 18. September gab er sein Debüt in der Serie B für Avellino bei einem 1:1-Unentschieden gegen den FC Venedig. Radu beendete seine Leihe bei Avellino mit insgesamt 24 Einsätzen bei 30 kassierten Gegentoren.
Am 29. Juni 2018 wurde der 21-jährige Radu an den CFC Genua ausgeliehen, im Leihvertrag war eine Kaufpflicht vereinbart. Die beiden Vereine hatten zudem eine Rückkaufoption im Vertrag ausgehandelt. Obwohl Radu während der gesamten Saison 2018/19 von drei verschiedenen Trainern trainiert wurde, behielt er seinen Status als Stammtorhüter über die gesamte Spielzeit bei und kam in 33 Ligaspielen zum Einsatz. Nach dem Ende der Saison kaufte Genua Radu, während Inter die Rückkaufoption zog und ihn gleich darauf für eine weitere Saison nach Genua verlieh. Es folgten weitere Leihen an Parma Calcio 1913 und die US Cremonese. Im Januar 2023 wurde der Spieler bis Ende der Saison an die AJ Auxerre ausgeliehen. Im Sommer 2023 folgte eine weitere Leihe zum AFC Bournemouth.

### Nationalmannschaft
Radu gab sein Debüt für die U21-Rumäniens am 13. Juni 2017 bei einem 2:0-Auswärtssieg gegen Liechtenstein. Er vertrat Rumänien bei der U-21-Europameisterschaft 2019, wo sein Team bis ins Halbfinale vorstoßen konnte.

## Erfolge
Inter Mailand
- Torneo di Viareggio: 2015
- Coppa Italia Primavera: 2015/16
- Italienischer Meister: 2020/21
- Italienischer Supercupsieger: 2021
- Italienischer Pokalsieger: 2022

Individuell
- Rumänischer Fußballer des Jahres: 2019[8]

## Persönliches
Radu hatte eine ältere Schwester, die 2006 im Alter von 14 Jahren starb. Er ist der Cousin von Andrei Radu, der ebenfalls Fußballprofi ist und mit dem er den gleichen Namen teilt.